# إلياهو ياتزبان
ولد إالياهو في السادس من شهر يونيو عام 1965 ويبلغ عمره الحالي ستين عاماً . عمل كمقدم برنامج الحواري، وممثل كوميدي.
اشتهر كمقدم برنامج الحواري / المنوعات الليلي Yatzpan على القناة الثالثة بين عامي 2001 و2006.

## سيرة

### وقت مبكر من الحياة
وُلِد ياتسبان في 6 يونيو/حزيران 1965 في تل أبيب ، إسرائيل . و يعتبرالخامس من بين ثمانية أبناء لعائلة يهودية عراقية . كان والده المعروف ب الحجي، خياطًا، ووالدته، أونجل، مربية أطفال.
أثناء دراسته في مدرسة كادوري الزراعية الثانوية المهنية في الجليل الأسفل في أوائل ثمانينيات القرن العشرين،  اشتهر بتقليده وتصرفاته الطريفة، لا سيما عندما كان يأتي إلى المدرسة مرتديًا زي أنطيوخس في مناسبات عشوائية. أطلق عليه زملاؤه في المدرسة لقب "جحا". بعد تخرجه، التحق بجيش الدفاع الإسرائيلي في البداية لدورة تدريبية لضباط الإمداد لأنهم لم يصدقوه عندما قال إنه يجيد الغناء. لحسن حظه، نُقل إلى فرقة "مفهاش" الترفيهية (إلى جانب مشاهير إسرائيليين آخرين مثل حنان جولدبلات وأورنا داتز ، التي كانت معروفة باسم أورنا كوهين).

### مهنة التلفزيون
كان ظهوره التلفزيوني الأول في العلمي هاتساتسكانيم (1989) و الذي يعتبر مسلسل قصير إسرائيلي للأطفال ،والذي تم بثه على القناة التعليمية الإسرائيلية. لعب دور شيمش الغريب، فني الصاروخ.
في عام 1990 ظهر في برنامج الترفيه موتزاش (الذي كان يعرض ليلة السبت) على القناة الأولى مما ساعد ياتسبان على اكتساب القليل من الشهرة، ولكن في عام 1992 انضم إلى برنامج الكاميرا الخفية لغايل شيلون ، فيسفوسيم على قناة ريشيت 2 (إسرائيل) انفجر على الشاشة من خلال لعب العديد من الشخصيات المختلفة، وخدع العديد من الأشخاص في إسرائيل والخارج واكتسب مكانة المشاهير في إسرائيل .
بين عامي 1996 و1997، قدّم ياتسبان برنامجه الترفيهي المسائي الخاص مساء كل جمعة على القناة الثانية ، حيث أجرى مقابلات مع ضيوف مشاهير. بين عامي 1998 و1999، انتقل برنامج ياتسبان المسائي إلى مساء كل سبت، وأُعيد إنتاجه ليشمل المزيد من المشاهد الكوميدية (التي أدّاها معظمها دون مساعدة من ممثلين آخرين). بين عامي 2001و2006، قدّم برنامجه المسائي الخاص على القناة الثالثة، وحصل على العديد من الجوائز.
في عام 2007 بدأ باستضافة برنامجه الليلي الخاص على القناة الثانية والذي يسمى شالوم ومساء الخير .

### مسيرته السينمائية
في عام 1988، حصلت ياتسبان على دور في فيلم "زواج خيالي" حيث لعب دور بشير، نادل عربي. بعد ذلك، شارك ياتسبان في عدة أفلام مثل " واحد منا" (1989)، و " ماكس وموريس" (1994)، سلسلة القيادة (1994)

### مسيرة مسرحية
بعد تسريحه، انضم إلى جولة عروض مسرحية يهودية في الولايات المتحدة. وعند عودته، انضم إلى فرقة تمثيلية، وقدّم تجارب الأداء لأدوار تمثيلية مختلفة في مسرح هابيما الشهير في تل أبيب.
بحلول منتصف التسعينيات، قام بإقامة حفل ترفيهي مع مئير سويسا يسمى "Suisa VeYatspan أولاً" ( सुयसह визпан тегиле). في عام 1999 قدموا عرضًا جديدًا يسمى Suisa VeYatspan، النبض الثاني ( सुऍसा визпан، phaعومي صبحي). وبعد عام ظهر في مسرحية الأطفال الموسيقية The Siam King (استنادًا إلى كتاب Anna and the King of Siam )
وفي عام 2004 لعب في مسرحية الأطفال الموسيقية علاء الدين . في عام 2007، لعبت ياتزبان في المسرحية الموسيقية للأطفال المستندة إلى كتاب جول فيرن حول العالم في ثمانين يومًا .

## الحياة الشخصية
التقى إالياهو يتسبان بزوجته غاليت عندما كانت في روضة روث سويسا، زوجة الممثل مائير سويسا. كان شمعون بيريز ضيف شرف حفل زفافهما. و انجب ثلاثة أبناء: عيدو، نوح، ونيتا. يسكن يتسبان في رامات هشارون .